# Jennifer Tosch
Jennifer Tosch (Brooklyn (New York), 1964) is een Nederlands-Amerikaans cultureel-erfgoedhistoricus en ondernemer. Zij is de oprichter van Black Heritage Tours in Amsterdam, Brussel en New York, mede-oprichter van de Sites of Memory Foundation, en lid van het Mapping Slavery Project.

## Leven en werk
De Surinaamse ouders van Tosch werden beiden geboren op een plantage; haar moeder op Mariënburg en haar vader op Leliëndaal. In 1964 emigreerden zij naar de Verenigde Staten, en kort daarop werd Tosch geboren in Brooklyn (New York). Haar jeugd bracht zij grotendeels door in San Francisco en Oakland (Californië). Zij is afgestudeerd aan de Universiteit van Californië in Berkeley en doet aan de Universiteit van Amsterdam een duale masterstudie in Heritage and Memory Studies.
In 2012 kwam Tosch naar Amsterdam voor een cursus in postkoloniale geschiedenis die werd gegeven door de Black Europe Summer School (BESS). Daarnaast wilde zij onderzoek doen naar haar moeder, die als tiener in Nederland enkele jaren naar de kweekschool was gegaan. Tijdens dit onderzoek bemerkte zij een gebrek aan bewustzijn van de geschiedenis van de zwarte bevolking in Nederland. Aan de Nederlandse universiteiten lag de focus meer op de glorie van de Gouden Eeuw en overheerste de idee dat er in het Koninkrijk der Nederlanden geen slavernij bestond. Zij zegt in een interview: Als je niet beide kanten of verschillende perspectieven begrijpt, dan is het (dominante verhaal van Nederland) incompleet.
In 2013 richtte zij Black Heritage Tours op, om bij te dragen aan het bekendmaken van de verborgen koloniale geschiedenis. In Amsterdam zijn twee verschillende tours langs de zichtbare sporen van het slavernijverleden: een stadswandeling rondom de Dam en een boottocht over de grachten. De tour per boot is in 2019 opgenomen in de randprogrammering van het Holland Festival. Er worden ook tours in Brussel gehouden en sinds 2016 in New York.
Tosch is mede-oprichter van de Sites of Memory Foundation en lid van het Mapping Slavery Project. In juni 2020 was zij de eerste spreker bij de demonstratie op de Dam na de dood van George Floyd.